# Platycryptus
Platycryptus là một chi nhện trong họ Salticidae.

## Hình ảnh

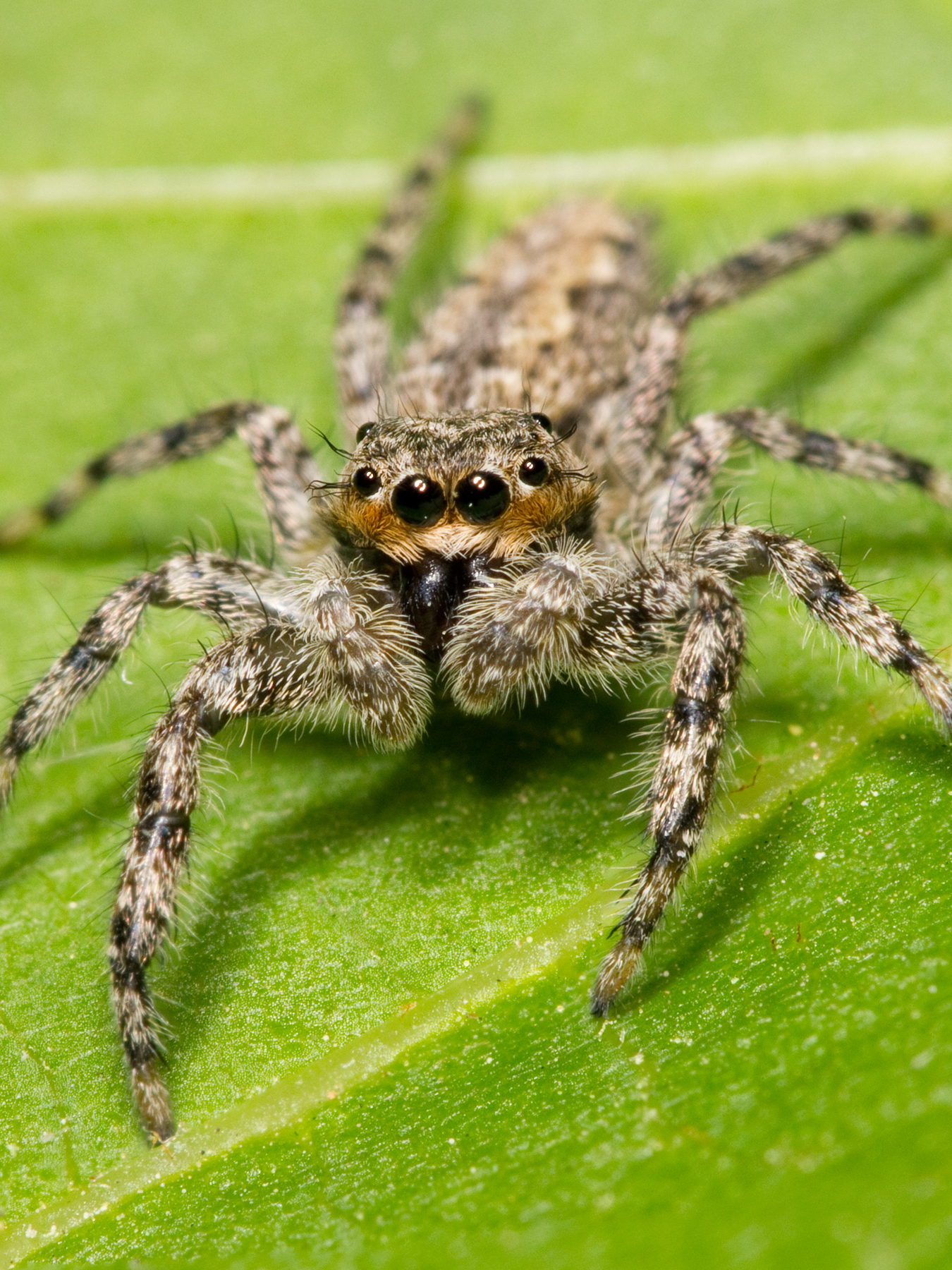
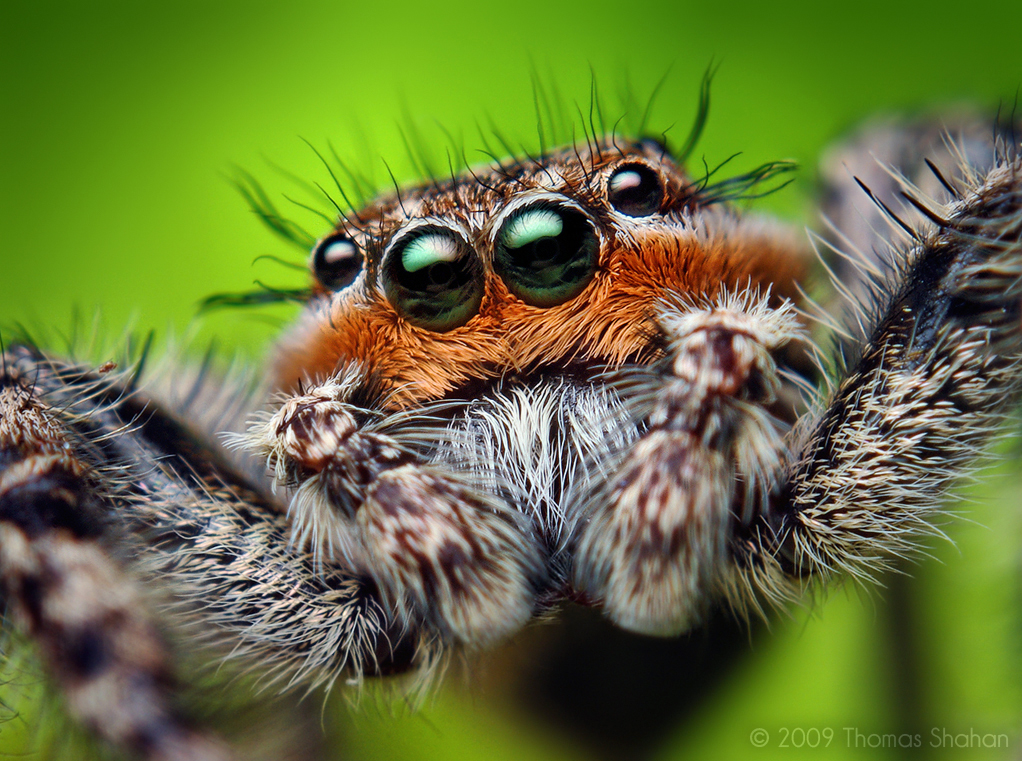